# Carmen Mory
Carmen Castro Mory (Berna, 2 de juliol de 1906 - Hamburg, 9 d'abril de 1947) va ser una espia suïssa de l'Alemanya nazi i kapo al camp de concentració de Ravensbrück. Va ser condemnada a mort en els judicis d'Hamburg Ravensbrück el 1947.

## Biografia

### Primers anys de vida i carrera
Carmen Castro Mory va néixer el 2 de juliol de 1906 a Berna, Suïssa, fill del doctor Ernest Emil Mory, un metge responsable del sanatori a Suïssa i Leona Castro originària d'Iloilo, Filipines. Abans de la guerra, va treballar com a periodista per a diaris com el Manchester Guardian (ara The Guardian). De 1932 a 1937 va treballar com a periodista a Berlín, on el 1934 es va convertir en agent encoberta de la Gestapo, treballant sota les ordres de Bruno Sattler. El 1937 va ser assignada per observar l'editor Emil Oprecht a Zuric i més tard aquell any, el polític Max Braun a París. També va recollir informació sobre la Línia Maginot.

### Detencions i alliberaments

Carmen Mory sentint la sentència durant el procés de Ravensbrück.

El novembre de 1938 va ser detinguda a França i el 28 d'abril de 1940 va ser condemnada a mort. Va ser indultada el 6 de juny de 1940; segons algunes fonts perquè es va oferir a convertir-se en una doble espia per als francesos. Poc després, Alemanya va completar amb èxit la seva invasió de França. Després d'haver perdut la confiança dels seus superiors a la Gestapo, va ser arrestada per les autoritats alemanyes i poc després alliberada, per a tornar a ser arrestada de nou el 1941 i enviada al camp de concentració de Ravensbrück, on es va convertir en cap del bloc (kapo). Tot i ser una kapo, estava programat que l'enviessin a la cambra de gas, però un amic del seu pare (un metge de Berna) va eliminar el seu nom de la llista.
A Ravensbrück va adquirir una reputació "monstruosa", amb una font que la va descriure com "sadomasoquista, psicòpata, sexualment voraç [i] una de les kapos més notòries del camp". També va tenir una estreta relació amb Anne Spoerry.

### Després de la guerra
Després de la guerra, va ser alliberada del campament. Després de ser identificada per altres reclusos per les seves accions a Ravensbrück, va ser arrestada per les autoritats aliades i condemnada a mort en els judicis d'Hamburg Ravensbrück el 1947; es va suïcidar tallant-se les venes abans que pogués tenir lloc l'execució. Va rebre una cobertura significativament negativa a la premsa durant el seu judici, després d'haver estat descrita com "el monstre", una "Mata Hari de tercera categoria" i "Bella Donna".